# Liste d'artistes haïtiens
Cette page présente une liste d'artistes haïtiens, essentiellement des peintres ou des sculpteurs. Les personnes figurant sur cette liste sont soit nées en Haïti, soit possèdent la citoyenneté haïtienne, et sont reconnus pour des raisons artistiques. En raison des lois sur la nationalité haïtienne, la double nationalité est désormais autorisée par la Constitution d'Haïti. Pour les artistes ayant un article dans Wikipedia, des références existent dans cet article, généralement.

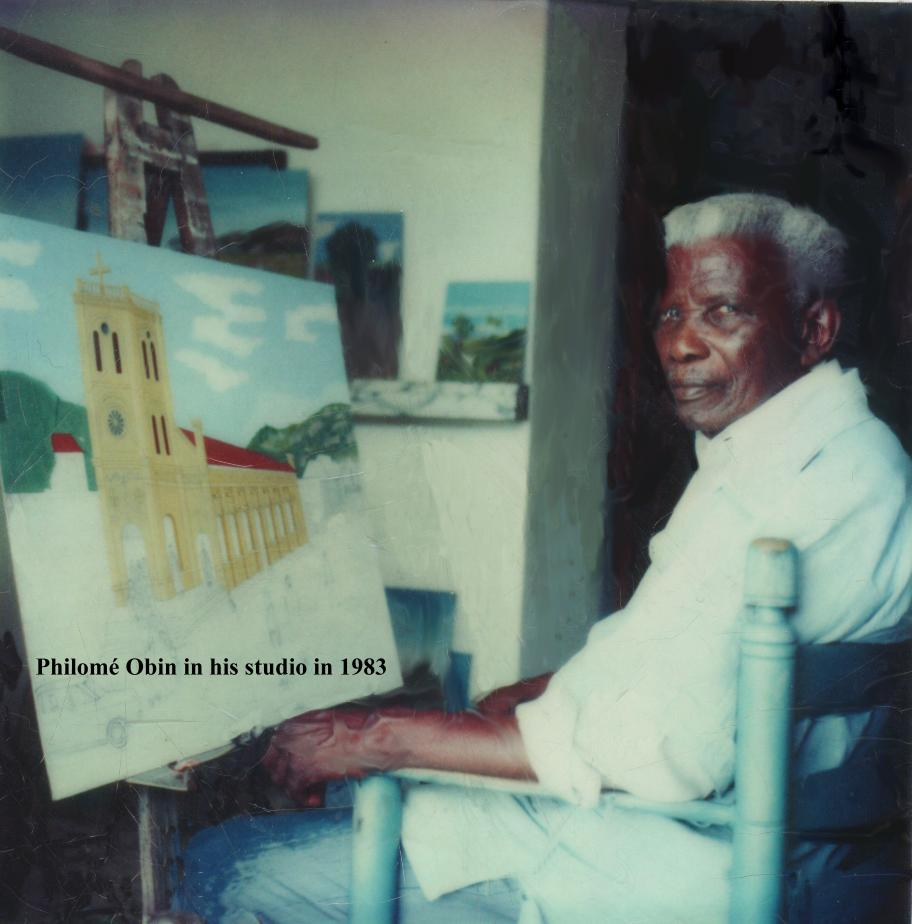
Le peintre Philomé Obin

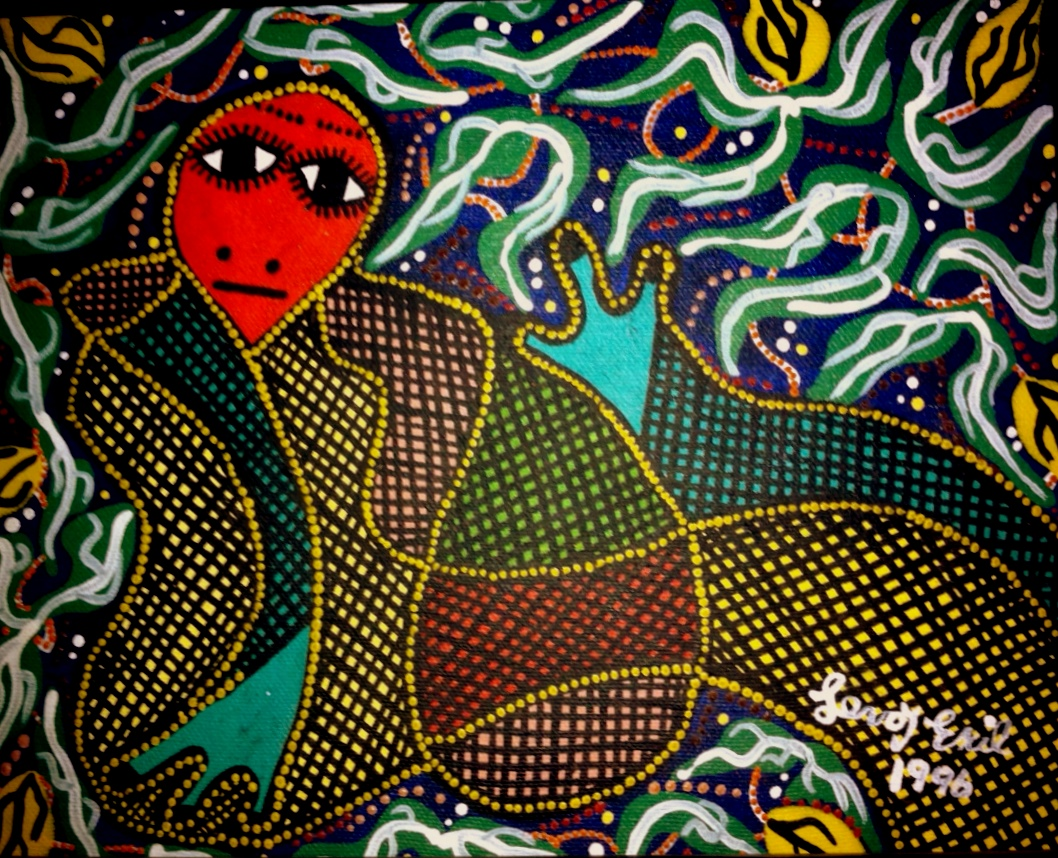
Le peintre et contributeur au mouvement artistique Saint Soleil Levoy Exil

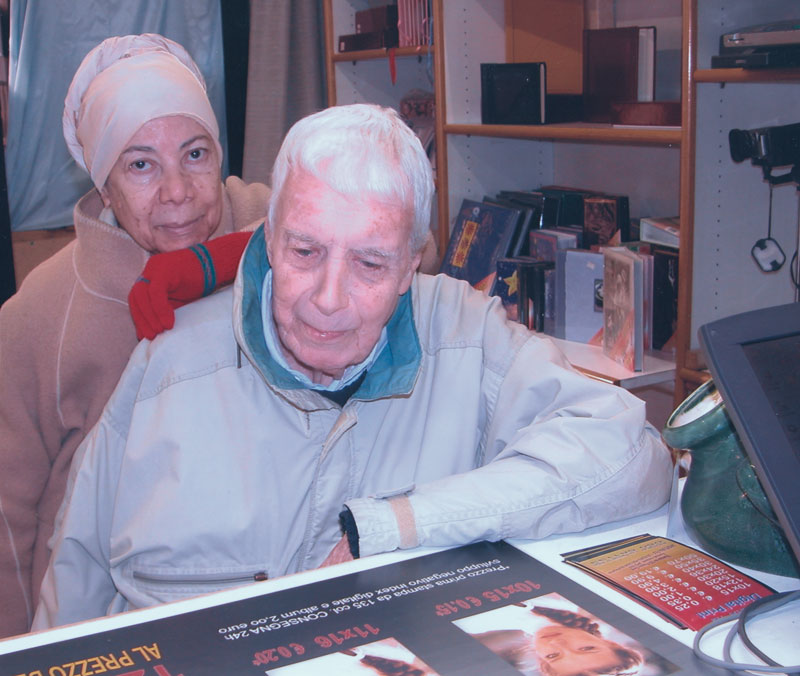
Jacqueline Nesti Joseph avec son mari, Victor

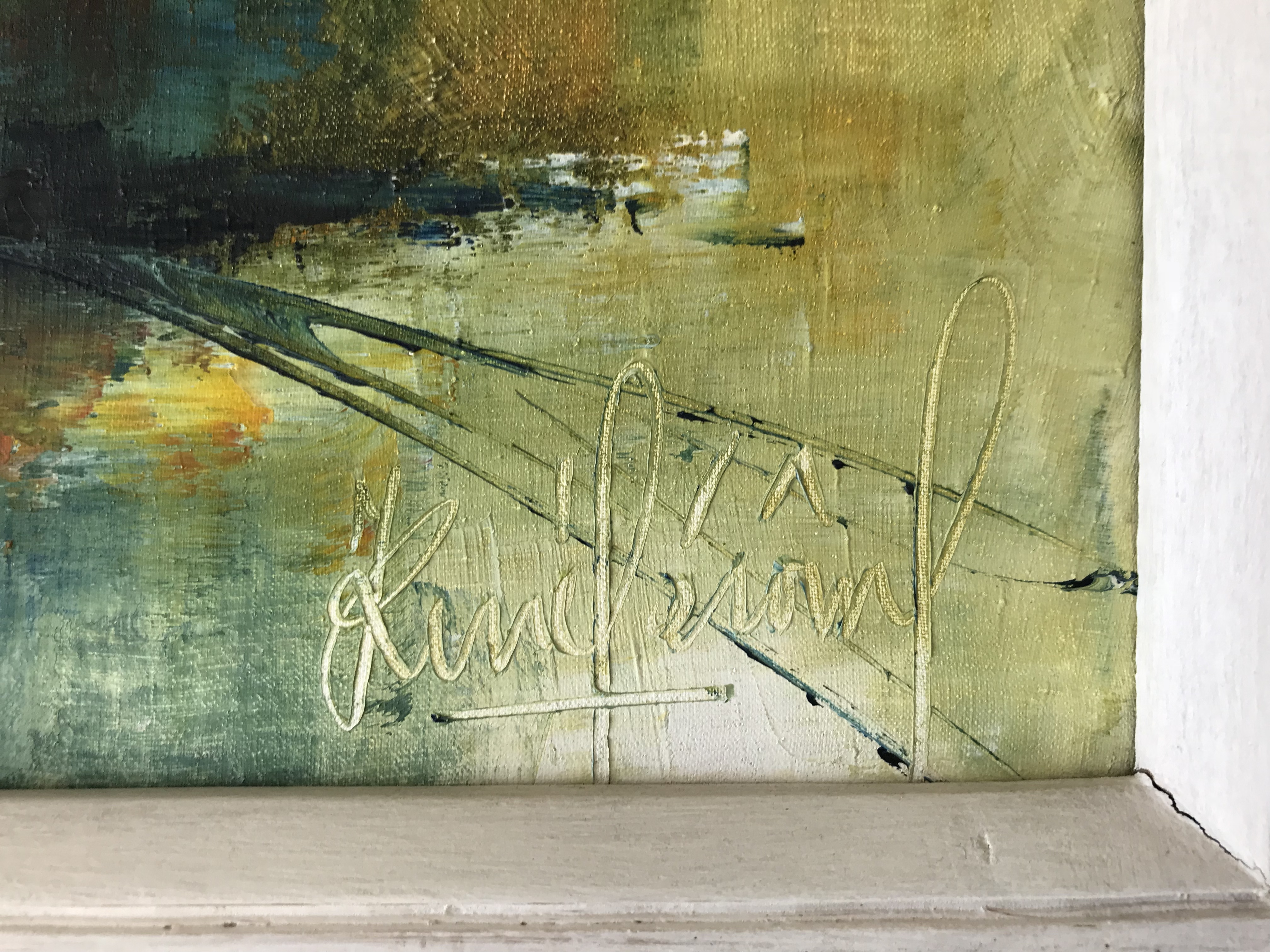
Signature de Jean-René Jérôme

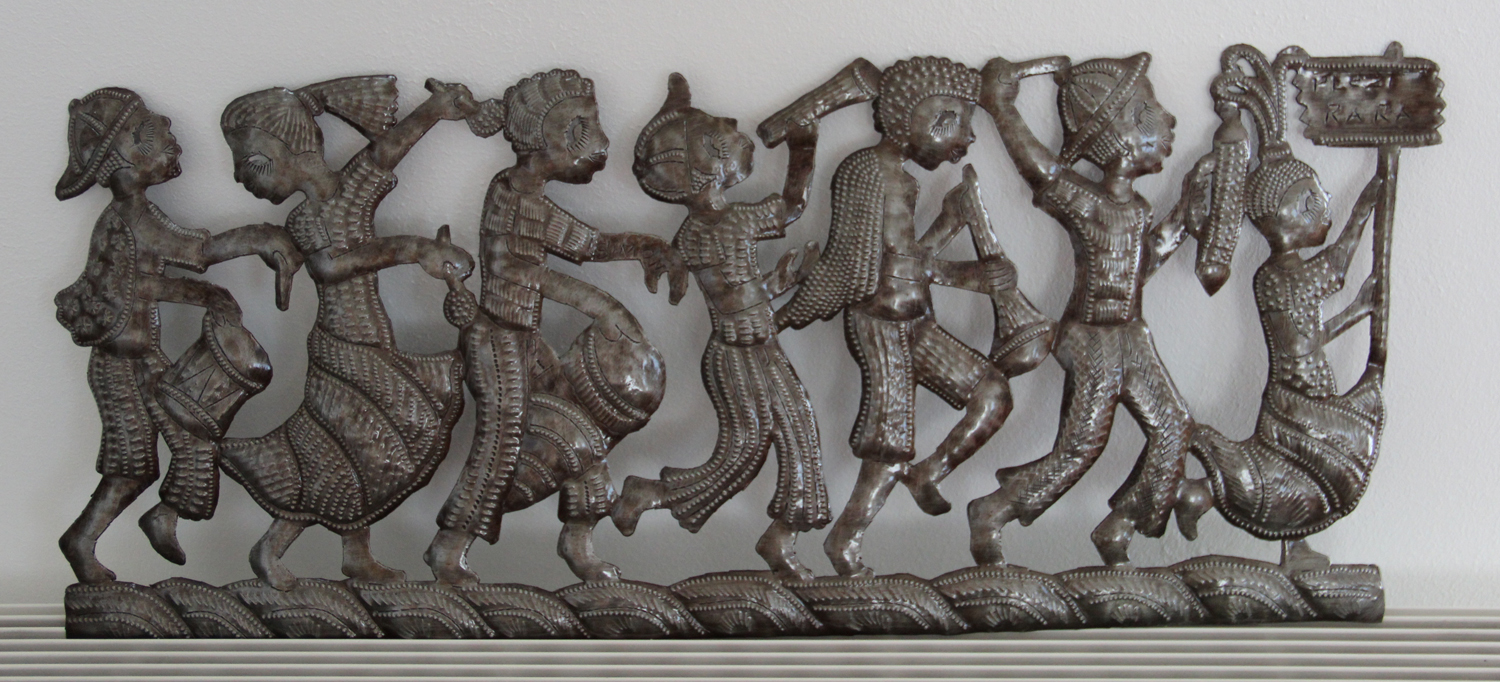
Sculpture en bosmétal

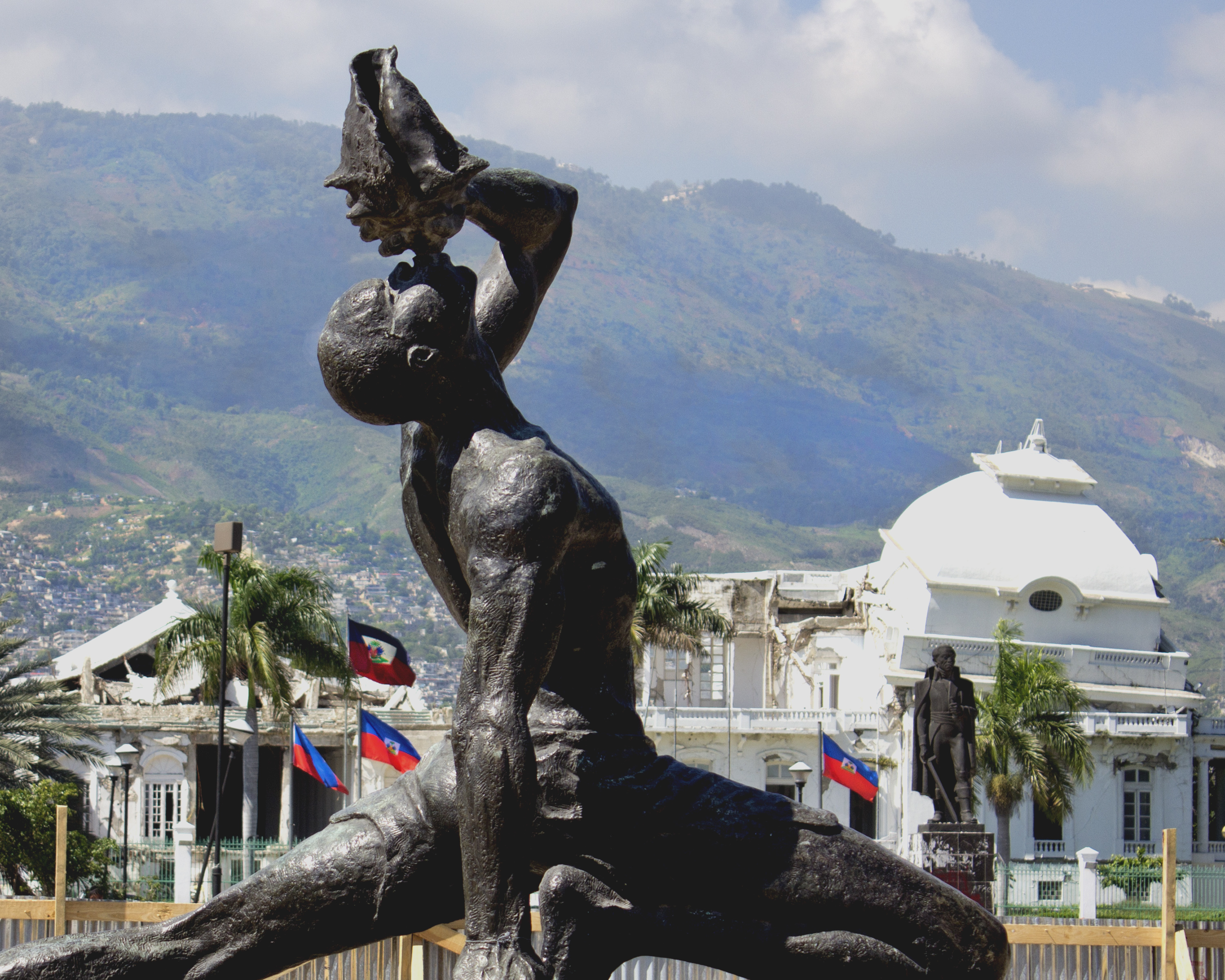
Sculpture intitulée en créole Le Nèg mawon (en français Le Marron Inconnu) d'Albert Mangonès

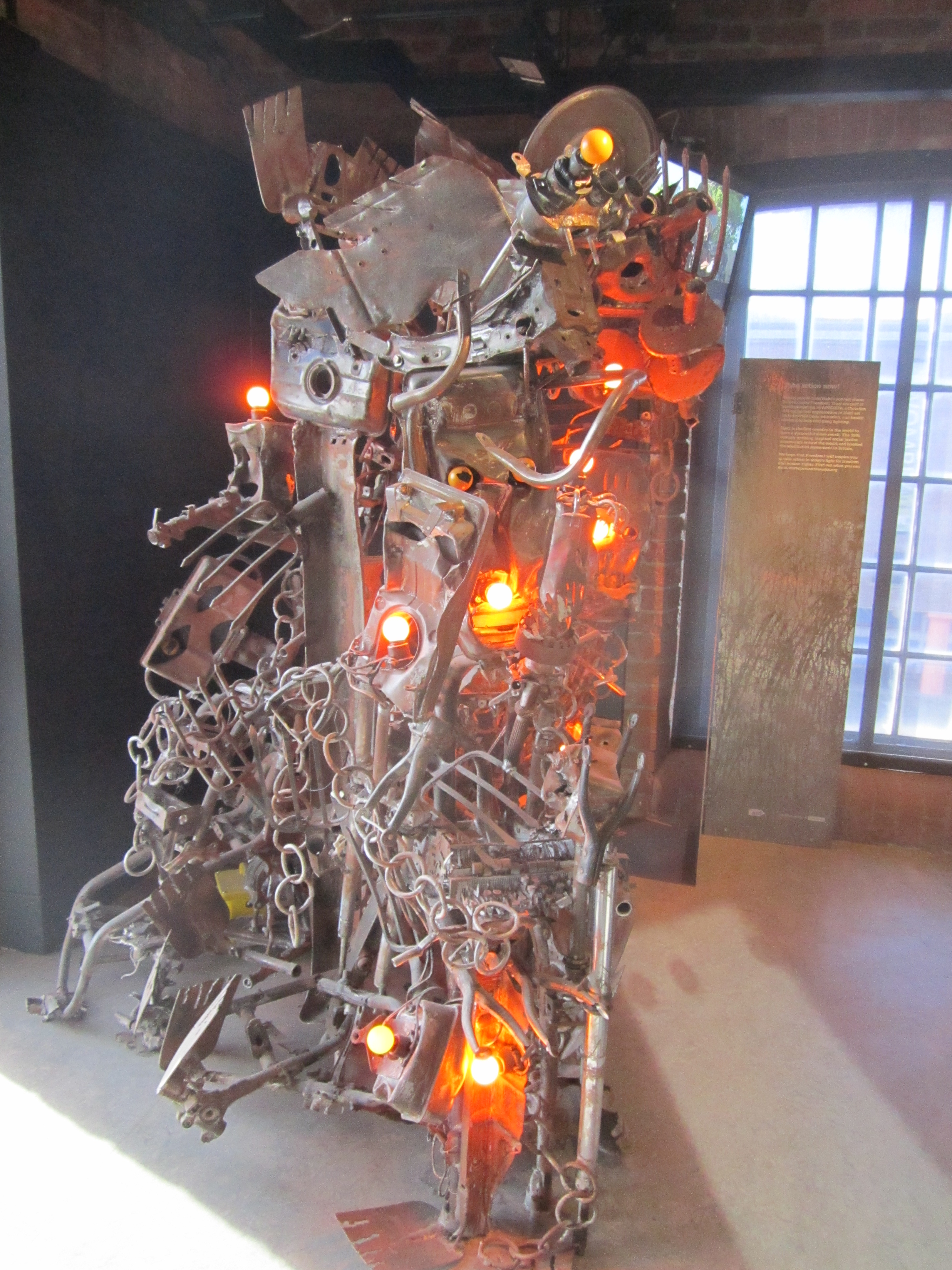
Freedom par Mario Benjamin

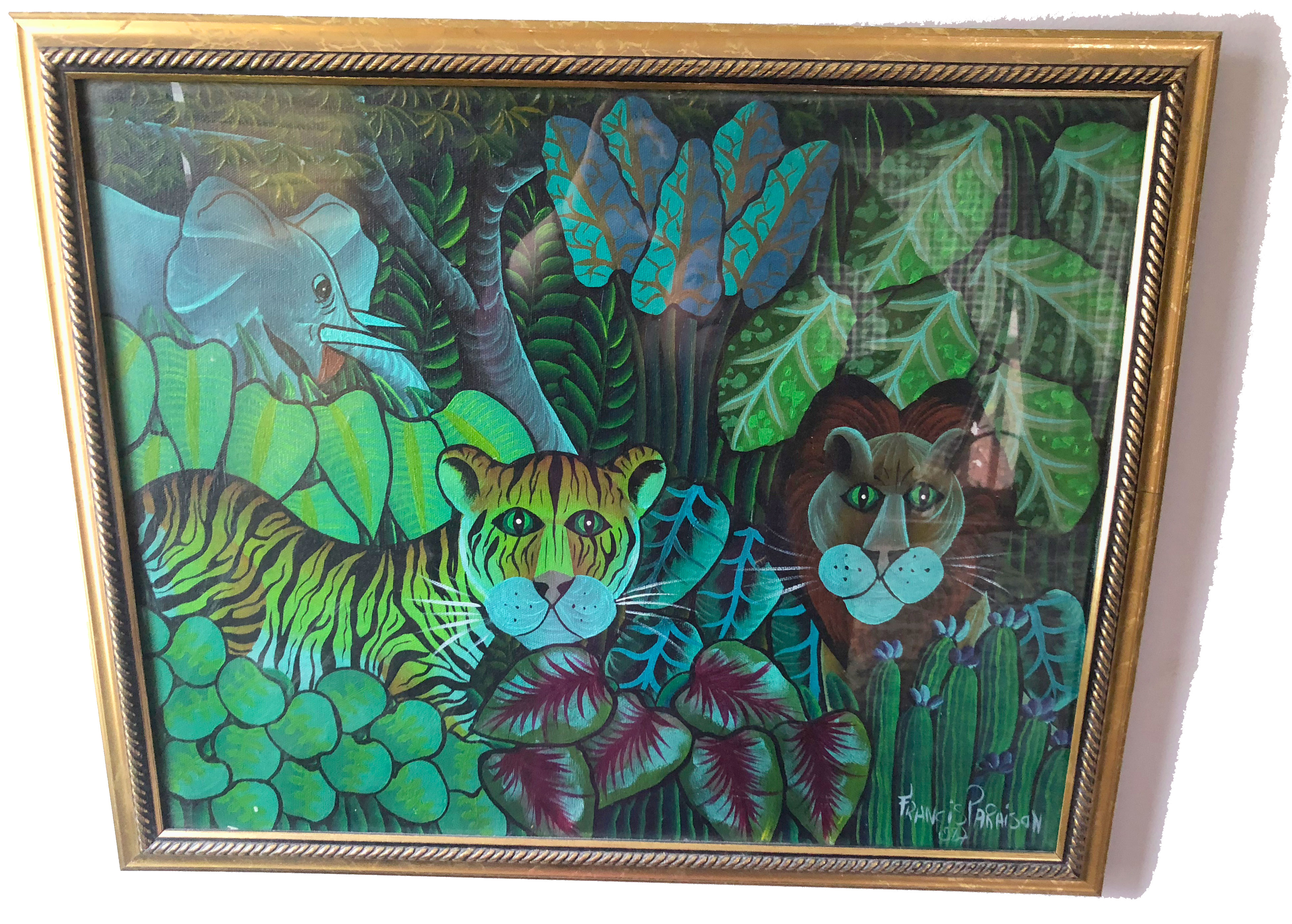
Jungle par Francis Paraison

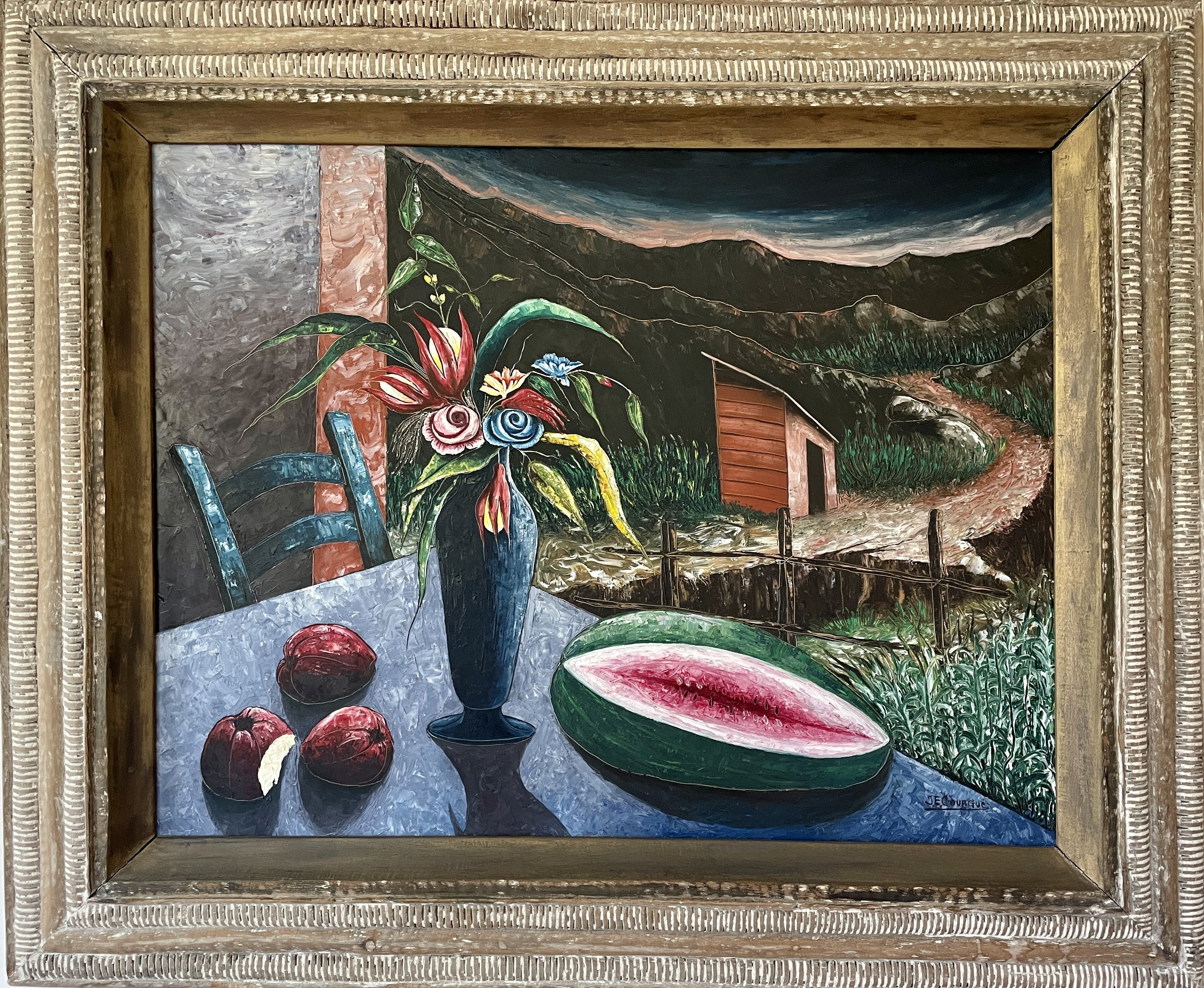
Œuvre de Jacques-Enguerrand Gourgue

- Gesner Abelard (né en 1922) - peintre et sculpteur[1]
- Ralph Allen (né en 1952) – peintre[2]
- Gabriel Alix (1930-1998) – peintre[3]
- Jackson Ambroise (né en 1951) - peintre[4]
- Pierre-Paul Ancion (né en 1977) - peintre[5]
- Sergine André, dite Djinn (née en 1969) – peintre
- Montas Antoine (1926-1988) – peintre[2]
- Arijac, ou Harry Jacques (né en 1937) - peintre[6]
- Gesner Armand (1936-2008) – peintre[2]
- Georges Auguste (1846-1935) – peintre
- Castera Bazile (1923-1966) – peintre[2]
- Thony Bélizaire (1955-2013) – photographe et photojournaliste
- Mario Benjamin (né en 1964) – plasticien[2]
- Rigaud Benoit (1911-1986) - peintre[2]
- Gabriel Bien-Aimé (né en 1951) – sculpteur en fer découpé ou bosmétal
- Wilson Bigaud (1931-2010) – peintre[2]
- Roland Blain (né en 1934) - peintre[2]
- Saint-Louis Blaise (né en 1956), peintre[2]
- Serge Moléon Blaise (né en 1954) – peintre[7]
- Gérald Bloncourt (1926-2018) – peintre, cofondateur du Centre d'art de Port-au-Prince, puis révolutionnaire. En exil, il devient photographe et écrivain[8]
- Ludovic Booz (1940-2015) – peintre et sculpteur[2]
- Maurice Borno (1917-1955) – peintre, cofondateur du Centre d'art de Port-au-Prince en 1944[9]
- Jean-Baptiste Bottex (1918-1979) – peintre
- Seymour Étienne Bottex (1922-1998) – peintre[2]
- Henry-Robert Brésil (1952-1999) – peintre[2]
- Murat Brierre (1938-1988) - l'un des principaux sculpteurs sur métal d'Haïti[10]
- Claudia Brutus (née en 1971) - peintre[11]
- Bourmond Byron (1920-2004) – peintre[2]
- Laurent Casimir (1928-1990) – artiste
- Jean-Claude Castera (1939-1992) – peintre[2]
- Dieudonné Cédor (1925-2010) – peintre[2]
- Ralph Chapoteau (né en 1954) – peintre
- Charles Frédéric Chassériau (1802-1896) – architecte en chef de Marseille et d'Alger
- Étienne Chavannes (né en 1939) – peintre[2]
- Burton Chenet (1958-2012) – peintre[2]
- Myrlande Constant (née en 1968)[12]
- Villard Denis (1940-2004) – peintre et poète
- Rose-Marie Desruisseau (1933-1988) – peintre[2]
- Philippe Dodard (né en 1954) – graphiste et peintre[2]
- Roland Dorcely (1930-2017) – peintre[2],[13]
- Nicolas Dreux (né en 1956) – peintre[2]
- Abner Dubic (né en 1944) – peintre[2]
- Ossey Dubic (1943-2014) – peintre[2]
- Gervais Emmanuel Ducasse (1903-1988) – peintre[2]
- Préfète Duffaut (1923-2012) – peintre[2]
- Édouard Duval-Carrié (né en 1954) – peintre et sculpteur[2]
- Levoy Exil (né en 1944) - contributeur au mouvement artistique Saint Soleil[2]
- Gérard Fombrun (né en 1931) – sculpteur
- Gérard Fortuné (né entre 1924 et 1933-2019), peintre[2]
- Frankétienne (1936-2024) – peintre et écrivain
- Jacques Gabriel (1934-1988) – peintre[2],[13],[14]
- John Garçon (né en 1959) – peintre
- Paul Gardère (1944-2011) - artiste plasticien[2]
- Jean-Claude Garoute dit Tiga (1935-2006) – peintre et sculpteur[2]
- Jackson Georges (né en 1974) - peintre
- Max Gerbier (né en 1951) – peintre[2]
- Jacques-Enguerrand Gourgue (1930-1996) - peintre[2]
- Alexandre Grégoire (1922-2001) – peintre[2]
- Georges Hector (1939-1990) – peintre[2]
- Edith Hollant (née en 1938) – photographe et peintre
- Sasha Huber (née en 1975) - artiste multidisciplinaire[13]
- Hector Hyppolite (1894-1948) – peintre[2]
- Eugène Jean (né en 1950) – peintre[2]
- Jean-Baptiste Jean (1953-2002) – peintre[2]
- Nehemy Jean (né en 1931) – peintre et graphiste[2]
- Ernst Jean-Louis (né en 1949) – peintre[2]
- Jean-René Jérôme (1942-1991) - peintre[2]
- Guy Joachim (né en 1955) – peintre[15]
- Serge Jolimeau (né en 1952) - sculpteur
- Antonio Joseph (1921-2016) – peintre, sculpteur et sérigraphe
- Léonel Jules (né en 1953) – peintre
- André Juste (né en 1957) – sculpteur[2]
- Gisou Lamothe (né en 1935) – peintre et sculpteur
- Lionel Laurenceau (né en 1942) – peintre[2]
- Peterson Laurent (1888-1958) – peintre[16]
- Luckner Lazard (1928-1998) – peintre et sculpteur[2]
- André LeBlanc (1921-1998) – dessinateur de bandes dessinées
- Séjour Legros (c.1799-c. ?) - peintre[2]
- Guillaume Guillon Lethière (1760-1822) - peintre né en Guadeloupe[2]
- Georges Liautaud (1899-1911) - sculpteur et enseignant[10]
- Colbert Lochard (1804-1876) - peintre[2]
- Franck Louissaint (1949–2021) – peintre[2]
- Stevenson Magloire (1963-1994) – peintre[2],[13]
- Manuel Mathieu (né en 1986) – peintre[13]
- Andrée Malebranche (1916-2013) – peintre
- Emmanuel Joseph (né en Mars 1962) peintre d'art naïf, ses peintures sont connues par des scènes de jungles et de fruits très colorées
- Albert Mangonès (1917-2002) – architecte, sculpteur, un des pionniers de la sauvegarde du patrimoine monumental en Haïti[17]
- Michèle Manuel (1935) - peintre[2]
- Stéphane Martelly (née en 1974) – peintre[11]
- Jean-Louis Maxan (né en 1966) – peintre
- Madsen Mompremier (né en 1952) - peintre[2]
- Pascale Monnin (née en 1974) - peintre, sculptrice et graveuse[2],[13]
- Marie-José Nadal-Gardère (1931-2020) – peintre et sculpteur[2]
- Jacqueline Nesti Joseph (née en 1932)  – peintre
- Charles Obas (né en 1927) - peintre[18]
- Philomé Obin (1892-1986) – peintre[2]
- Francis Paraison (1958-2003) – peintre[19]
- Payas (né en 1941) - peintre
- André Pierre (1914-2005) - peintre vaudou[2]
- Prosper Pierre-Louis (1947-1997) – artiste, peintre ; et l'un des principaux contributeurs à l'école locale du mouvement artistique Saint Soleil[2],[13]
- Max Pinchinat (1925-1985) - peintre[2],[13],[20]
- Louverture Poisson[2]
- Lucien Price (1915-1963) - peintre[2],[13],[20]
- Guerdy J. Préval (né en 1950) - peintre et essayiste
- Barbara Prézeau-Stephenson (née en 1965) – peintre, sculpteur, commissaire d'exposition[2]
- Georges Remponneau, dit Géo (1916-2012), peintre[2]
- Louis Rigaud (1850-1915) - peintre, portaitiste du XIXe et XXe siècles[2]
- Alix Roy (né en 1930) - peintre[2]
- Robert Saint-Brice (1898-1973) - peintre[2]
- Louisiane Saint Fleurant (1924-2005) - peintre[2],[13]
- Pétion Savain (1906-1973) – peintre[2]
- Bernard Séjourné (1947-1994) – peintre[2]
- Galland Semerand (1953-2019) – peintre et architecte[2]
- Jean-Louis Sénatus (né en 1949) - peintre[2]
- Simil, ou Emilcar Similien (né en 1944) - peintre[2]
- Hervé Télémaque (1937-2022) – peintre surréaliste, dont une partie des œuvres s'inscrit notamment dans la figuration narrative[2],[21]
- Sacha Thébaud (1934-2004) – alias « Tebó », artiste, sculpteur, architecte, créateur de mobilier et connu dans les beaux-arts contemporains internationaux pour son utilisation de l'encaustique[2]
- Luce Turnier (1924-1995) - peintre haïtienne[2]
- Valcin Fravrange, dit Vavin II (né en 1947)[2]
- Marvin Victor (né en 1981), peintre, vidéaste et écrivain
- Patrick Vilaire (né en 1941) -  plasticien et sculpteur
- Bernard Wah (1939-2003) – peintre[2]
- Frantz Zéphirin (né en 1968) - peintre[2]
- Salnave Philippe-Auguste (1908-1989) - peintre
- Joseph Luckson Joe (né en 1990) pseudo L. Joseph - peintre, créateur de mode et graphique designer